# Лужецький Михайло Петрович
Михайло Петрович Лужецький (27 жовтня 1946 , Медвежа, Дрогобицька область ) — український політик, Дрогобицький міський голова (.10.1996-.04.1998, .04.2002-.04.2006).

## Біографія
Освіта: Львівський політехнічний інститут 1975, інженер-будівельник, «Промислове і цивільне будівництво».
Лютий — листопад 1965 — вишкомонтажник тресту «Харківнафтогазрозвідка».
Січень 1966 — листопад 1968 — служба в радянській армії.
Січень 1969 — листопад 1971 — старший інженер Дрогобицького виробничого об'єднання тресту «Львівдеревпром».
Листопад 1971 — жовтень 1974 — звільнений секретар комсомолу тресту «Дрогобичпромбуд».
Жовтень 1974 — лютий 1978 — старший майстер будівельного управління «Трускавецькурортбуд».
Лютий 1978 — серпень 1994 — начальник управління капітального будівництва Дрогобицького міськвиконкому.
Серпень 1994 — жовтень 1996 — заступник голови Дрогобицького міськвиконкому.
Жовтень 1996 — квітень 1998 — Дрогобицький міський голова.
Липень 1998 — квітень 2002 — начальник Управління механізації будівництва Дрогобицького ВАТ «Прикарпатбуд».
Квітень 2002 — квітень 2008 — Дрогобицький міський голова.
Квітень 2008 — пенсіонер, депутат Дрогобицької міської ради.
2011 — 2015 — керівник Інституту розвитку міста Дрогобича.